# أدالوالد ملك اللومبارد
أدالوالد (602 - 626) كان ملك إيطاليا اللومباردية بين 616 - 626. ابن ووريث أغيلولف وزوجته الكاثوليكية ثيوديليندا.